# Lista de unidades federativas do Brasil por crescimento nominal do PIB
Abaixo segue a lista das unidades federativas do Brasil por crescimento nominal do produto interno bruto (PIB) referente aos anos de 2005, 2006, 2007 e 2008.
| Unidade federativa  | 2005-2006 | 2006-2007 | 2007-2008 | 2008-2009 | 2005-2009 |
| ------------------- | --------- | --------- | --------- | --------- | --------- |
| São Paulo           | 075.671   | 100.129   | 100.232   | 081.337   | 357.369   |
| Rio de Janeiro      | 028.309   | 021.441   | 046.414   | 010.696   | 106.860   |
| Minas Gerais        | 022.115   | 026.539   | 041.229   | 004.533   | 094.416   |
| Rio Grande do Sul   | 012.609   | 019.788   | 022.884   | 016.365   | 071.646   |
| Paraná              | 009.938   | 024.967   | 017.688   | 010.722   | 063.315   |
| Santa Catarina      | 007.831   | 011.476   | 018.660   | 006.523   | 044.490   |
| Bahia               | 005.602   | 013.131   | 011.856   | 015.567   | 046.156   |
| Distrito Federal    | 009.102   | 010.317   | 017.626   | 013.915   | 050.960   |
| Goiás               | 006.523   | 008.153   | 010.065   | 010.340   | 035.081   |
| Pernambuco          | 005.571   | 006.763   | 008.185   | 007.987   | 028.506   |
| Espírito Santo      | 005.555   | 007.562   | 009.530   | 003.107   | 019.540   |
| Ceará               | 005.368   | 004.028   | 009.768   | 005.605   | 024.769   |
| Pará                | 005.249   | 005.137   | 009.012   | 000.117   | 019.281   |
| Mato Grosso         | 002.208   | 007.429   | 010.336   | 004.271   | 019.828   |
| Amazonas            | 005.805   | 002.866   | 004.800   | 002.791   | 016.262   |
| Maranhão            | 003.285   | 002.986   | 005.498   | 001.368   | 013.137   |
| Mato Grosso do Sul  | 000.546   | 003.780   | 003.234   | 003.223   | 010.783   |
| Paraíba             | 001.847   | 002.251   | 002.269   | 003.022   | 009.389   |
| Rio Grande do Norte | 002.290   | 002.371   | 001.512   | 002.424   | 008.597   |
| Sergipe             | 001.260   | 001.772   | 002.219   | 000.215   | 005.466   |
| Alagoas             | 001.248   | 002.045   | 000.953   | 001.788   | 006.034   |
| Rondônia            | 001.624   | 001.896   | 002.411   | 002.348   | 008.279   |
| Piauí               | 001.659   | 001.348   | 002.625   | 002.272   | 007.904   |
| Tocantins           | 000.544   | 001.489   | 001.997   | 000.670   | 004.700   |
| Amapá               | 000.899   | 000.762   | 000.743   | 000.639   | 003.043   |
| Acre                | 000.352   | 000.926   | 000.969   | 000.656   | 002.903   |
| Roraima             | 000.481   | 000.509   | 000.720   | 000.704   | 002.414   |

## Lista de regiões por crescimento nominal do PIB
| Região              | 2005-2006 | 2006-2007 | 2007-2008 | 2008-2009 | 2005-2009 |
| ------------------- | --------- | --------- | --------- | --------- | --------- |
| Região Sudeste      | 131.650   | 155.672   | 197.405   | 093.459   | 578.186   |
| Região Sul          | 030.377   | 056.232   | 059.232   | 033.610   | 179.451   |
| Região Nordeste     | 030.559   | 036.693   | 049.706   | 040.217   | 157.175   |
| Região Centro-Oeste | 016.106   | 029.680   | 043.051   | 031.750   | 120.587   |
| Região Norte        | 013.551   | 013.585   | 021.126   | 008.503   | 056.765   |